# 怪盗団 (オペレッタ)
『怪盗団』（かいとうだん、Banditenstreiche）は、フランツ・フォン・スッペが1867年に作曲した1幕のオペレッタ。現代では通常序曲のみが演奏される。
日本語タイトルは『山賊の仕業』とも。英語では『Jolly Robbers（陽気な盗賊たち）』の名で知られる。

## 概要
『怪盗団』は1867年4月27日にウィーンのカール劇場で初演された。リブレットはB. Boutonierによる。しかし台本が弱すぎてまもなく忘れ去られた。
1954年、台本作家のルートヴィヒ・ベンダーは本作品を3幕のオペレッタに改作した。音楽はスッペの他の作品から追加された。この改訂版は1955年にドイツのトリーア市立劇場 (Theater Trier) で初演された。

## あらすじ
舞台はナポリ近郊の小さな町。幕があく前、ガエターノが婚約者のリディアにセレナーデを歌うのが聞こえる。メランドリーノを首領とする盗賊たちは留守の家にしのびこむが、そこへ家の主人であるトンドーロが帰ってくる。市長のバッベオが娘のリディアとガエターノの婚約パーティーを開き、トンドーロも出席していたのだが、そこへアヴェルサの大富豪テオドシオからリディアへの求婚の手紙が届いたため、強欲な市長が婚約をご破産にしてしまったのだった。
テオドシオが町に到着すると、メランドリーノは彼を襲う。メランドリーノはテオドシオになりすまし、警官のスパッカモンティに対して本物のテオドシオを盗賊の首領だと告げる。スパッカモンティは本物のテオドシオを勾留する。市長はメランドリーノに報奨金を渡して、リディアとの結婚を許す。しかしリディアは自分が本当に結婚したいのはガエターノだとメランドリーノに打ちあけ、メランドリーノは協力を約束する。
メランドリーノは盗賊たちを客に化けさせて婚礼パーティーに参加させる。タランテラを踊っているところへスパッカモンティが疑いの晴れた本物のテオドシオを連れて現れる。メランドリーノは自分こそが盗賊の首領であると明かし、テオドシオに結婚を無理矢理あきらめさせる。盗賊たちも正体をあらわしてパーティーの参加者から金や宝石をまきあげる。客たちは金品を奪われながらもハッピーエンドを祝ってギャロップを踊る。

### 3幕版での変更
3幕版でも話の基本的な構造は変わらないが、リディア本人ではなく彼女の友人のステラがメランドリーノに助けを求める。ステラは最後にレーリオ（原作のテオドシオに相当する人物）と結婚し、ふた組のカップルが誕生する。

## 序曲

### 楽器編成
フルート、ピッコロ、オーボエ2、クラリネット2、ホルン4、トランペット2、トロンボーン3、ティンパニ、スネアドラム、バスドラム、弦5部。

### 曲の構成
1. マエストーソ、4⁄4拍子、ハ長調。トランペットによるファンファーレと、クラリネットとファゴットによるppの沈鬱な和音が交替する。やがて弦楽器とスネアドラムによって行進曲がはじまり、ffの全奏でもりあがる。それがおさまるとヴァイオリンとフルートの軽やかな旋律があらわれる。
2. アレグレット、6⁄8拍子、ト長調。実際のオペレッタではここでガエターノがギター伴奏でセレナーデ「Lass dich erweichen, höre nun der Laute Klang」を歌うが、歌がない場合はクラリネットソロが旋律を演奏する。
3. 同上、2⁄4拍子、ハ長調。フルート・クラリネット・トランペットによる軽い旋律。
4. ふたたびガエターノのセレナーデが出現する。
5. ヴィヴァーチェ、2⁄4拍子、ハ長調。高速なギャロップで華やかに終わる。